# Termes Victòria
L'hotel Balneari Termes Victòria està situat al nucli antic de la vila termal i romana de Caldes de Montbui (Vallès Oriental), a només 25 km de Barcelona. Una ubicació privilegiada amb vistes a la muntanya que combina el relax i la tranquil·litat amb la comoditat de passejar pels carrers del nucli antic i gaudir de comerços, bars i terrasses. L'edifici és una obra protegida com a bé cultural d'interès local.

## Descripció
L'edifici presenta la tipologia típica d'aquests conjunts termals, amb una galeria de banys en el soterrani, unes zones de servei situades a l'edifici més petit, unes zones de comunicació, una zona noble de salons i menjador a la part central, i una zona de dormitoris força ben distribuïda i ordenada en l'edifici més alt. L'estructura en el seu inici era fonamentalment de grans parets de càrrega i forjats unidireccionals de bigues i biguetes de fusta, encara que de l'antic balneari no en queda res.
Tots els edificis del conjunt presenten cobertes inclinades a dues vessants i de teula aràbiga, quedant un petit voladís que sobresurt del pla de la façana.
La façana de ponent és la més important, ja que s'obre cap el jardí (a la riera). Aquesta té una disposició molt ordenada amb uns eixos de composició i d'alineació dels diferents forats, que dona una imatge homogènia i molt neutra. Són tots d'iguals característiques i de proporcions verticals. Tots són petites balconades. La façana del carrer de Barcelona és molt diferent. Els forats són molt petits i de forma quadrada i s'organitzen agrupats horitzontalment. La façana queda rematada per un ràfec a manera de cornisa.
Cal destacar la galeria de banys, la part de muralla de l'antiga vila de Caldes, el menjador i la sala amb elements ornamentals i mobiliari de gran interès artístic, com els murals del pintor Francesc Domingo, i sobretot el jardí.

## Història
Aquest balneari es construí al començament del segle xix amb el nom de Balneari Llobet. La casa de banys havia estat inicialment propietat d'en Josep Antoni Llobet i Vall-llosera (1779-1861), científic, mineralogista i home plurifacètic. Després de la seva mort persisteix el nom de Can Llobet, sent canviat arran d'unes restauracions fetes al menjador per a l'aleshores propietari Sr. Monteis, el qual li canvià el nom pel de la seva dona Sra. Victòria Prats. La senyora Prats, quan es va quedar vídua, va traspassar el balneari a l'avi matern del Sr. Anglí. Actualment el Termes Victòria, està regentat per la família Anglí, des del 1917, i en propietat des del 1980. En el menjador d'aquest balneari s'hi poden contemplar uns magnífics murals del pintor Francesc Domingo.
Entre les reformes i ampliacions que ha tingut al llarg de la història cal destacar l'annexió del Balneari Forns (segles XIX-XX). Aquest és una casa de banys que se situa al carrer del Forn. Cal destacar la reforma i ampliació que s'ha realitzat a les Termes Victòria adequant-les a la normativa vigent i afegint més prestacions.
Les Termes Victòria se situen en el carrer de Barcelona, al costat de Can Alrich, quasi al costat de la Plaça de la Font del Lleó, formant part de la zona més monumental i de més importància de la vila al llarg de la història. Per la seva situació participen totalment l'activitat de la vila i estan molt lligades a la Font del Lleó, però el seu jardí s'obre cap a la riera de Caldes amb una agradable panoràmica orientada a ponent.
Juntament amb Can Rius, la seva situació és privilegiada, ja que els dos estan encarats donant vistes cap a la muntanya. Per la banda de ponent queda delimitada per la riera de Caldes. L'antiga muralla de Caldes passa just pel mig del jardí, això fa pensar que l'establiment va reedificar un altre mur exterior a l'antic guanyant metres de jardí i de nucli antic, anul·lant el camí i entrada de la ciutat per la banda de la riera (Portal de Santa Susanna).